# Oosterlomolen
De Oosterlomolen is een voormalige watermolen op de Grote Nete te Oosterlo, aan de Eindhoutseweg 37.
Eigenlijk is de molen gelegen op de Molenlaak, wat een nevenstroom is van de Grote Nete. Deze onderslagmolen werd voor het eerst vermeld in 1428. De molen, die fungeerde als korenmolen, was een banmolen van de heren van Geel. Bij de molen werd ook paling gevangen. Uit 1559 is een verordening bekend waarin bepaald werd dat het waterpeil niet boven een bepaalde waarde mocht komen: Ende zoo wat molenaar ofte ook iemand anders het waeter steygende aleert beneden de pegel ware: ... sal verbeuren 't onzen behoef 20 gouden philipsguldens.
In 1789 werd de oorspronkelijk houten molen door een stenen gebouw vervangen. In 1795 verviel de molendwang, maar de molen zelf bleef tot 1918 in bezit van de adellijke familie De Boechout, die hem verpachtte aan molenaars. In 1918 werd de molen aan de molenaarsfamilie De Lavrijsen verkocht.
Bijzonder aan de molen is de inrichting uit 1916, die de molen ook als zaagmolen geschikt maakte. In 1962 werd de molen, evenals het maal- en visrecht en de sluis, verkocht aan de gemeente Geel. Deze liet in 1963 de Molenlaak overkluizen en de watermolen fungeerde niet meer. Het malen geschiedde sindsdien met een dieselmotor. In 2000 kwam het molenhuis leeg te staan, maar in 2007 kreeg de molen een particuliere eigenaar en in 2008 werd ze geklasseerd als monument.
Het rad is niet meer aanwezig. Wel is nog een zeldzame fuik aanwezig voor de palingvangst.

## Externe bron
- Molenecho's
- relict 52445

- Inventaris van het Bouwkundig Erfgoed (Vlaanderen): 52445